# Жуков Олександр Вікторович
Жуков Олександр Вікторович (нар. 13 серпня 1967, с. Громівка Новотроїцького району, Херсонська обл.) — художник-мариніст, народився на українській землі, в Херсонській області.

## Життєпис
Художник народився в 1967 р. в Херсонській області. Батько — Жуков Віктор Іванович — художник, син також з дитинства вибрав шлях живописця. У 1992 р. закінчив Кримське художнє училище ім. М. Самокиша. 
Любов до моря, навчання і життя в Криму вплинули на творчість художника і сформували його естетичне світосприйняття. 
Після закінчення училища постійно займається творчою роботою. Пише маслом і аквареллю. 

## Діяльність
Всі роботи художника — і масштабні полотна морських баталій, і камерні натюрморти, а також пейзажі й жанрові композиції — наповнені особливою енергетикою гармонії, щирістю, чистотою натхнення, тим особливим почуттям, при якому створюється відчуття повноти життя. 
Мариністична тематика — морські пейзажі, батальні сцени, реконструкція історичних подій — невід'ємна частина творчості Олександра Жукова. 
З 2007 р. Олександр Жуков займається викладацькою роботою. Створює дитячу студію образотворчого мистецтва "Білий кіт", де прищеплює дітям любов до творчості, вчить розуміти мову живопису і розмовляти з нею. 
Сьогодні основна частина робіт художника знаходиться в приватних зібраннях України, Європи та Америки.